# Garreweersterweg
De Garreweersterweg is een voormalig wegwaterschap in de provincie Groningen.
Het schap is ontstaan omdat de gemeente Appingedam niet in staat was de openbare weg te onderhouden. Om uit deze impasse te komen stelde A.W. Bakker voor een wegwaterschap op te richten. GS ging hiermee akkoord en besloot op 30 juni 1926 tot de instelling hiervan. De gemeente droeg zelf de eigendom van de weg over op 3 februari 1927.
Het schap had als enige taak het onderhouden van de Garreweesterweg op een breedte van 7 m over een lengte van 3,5 km. De weg bestond uit twee delen. Het deel ten noorden van het Eemskanaal heeft nog zijn oorspronkelijke naam. Het deel ten zuiden van het kanaal heet tegenwoordig de Schildweg.
Beide delen werden vanaf 1984 beheerd door de gemeente Appingedam, die in 2021 opging in de gemeente Eemsdelta.